# Vickers Model 1931
Vickers Model 1931 a fost un tun antiaerian de origine britanică folosit în timpul celui de-al Doilea Război Mondial. Tunul nu a fost acceptat de către armata britanică și a fost exportat de firma Vickers pe scară largă în anii 1930.

## Producție și utilizare în România

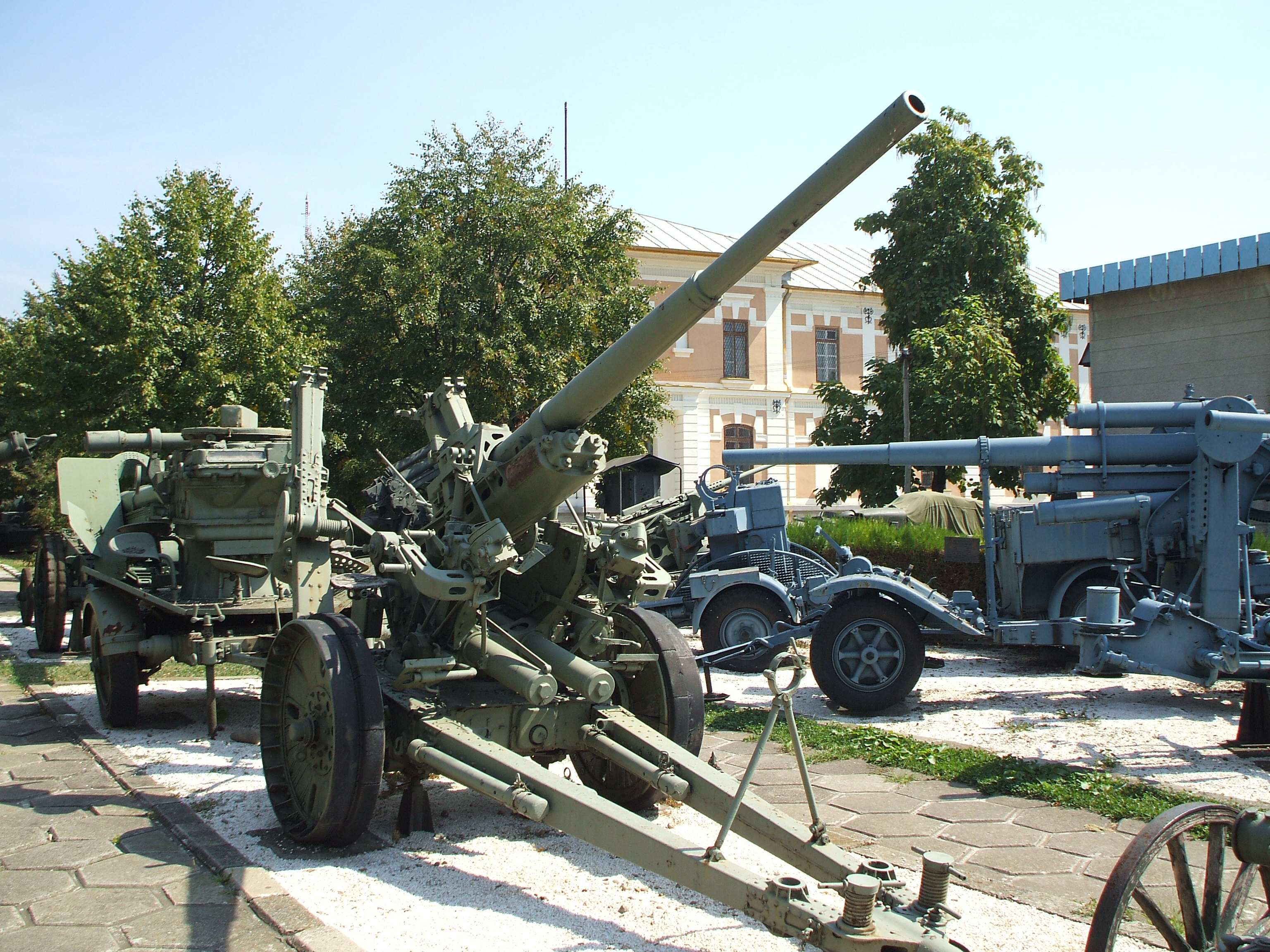
Tunul antiaerian Vickers-Reșița Model 1936 în poziție de marș.

În luna ianuarie a anului 1935, guvernul Regatului României a anunțat oficial demararea unui program de înzestrare a armatei cu tehnică modernă. În luna martie a anului 1936, guvernul a achiziționat licența pentru fabricarea a 100 de tunuri antiaeriene Vickers de calibrul 75 mm. Comanda, în valoare de circa un miliard și jumătate de lei, a fost acordată Uzinei Reșița. Numărul relativ mare de tunuri și termenul scurt de livrare a dus la reorganizarea Uzinei Reșița și colaborarea acesteia cu Uzinele Astra-Brașov. Aceasta din urmă, la rândul său, a primit unele ateliere din cadrul Uzinelor Astra-Arad. Caietul de sarcini al comenzii a fost redactat începând cu luna ianuarie a anului 1936 de către Direcția Tehnică și Inspectoratul General Tehnic al Armatei, în colaborare cu reprezentanții uzinelor Vickers. Reprezentanții Ministerului Apărării erau generalii Gelu Petrescu, Aristide Tănăsescu, Vasile Negrei și maiorul Valerian Nestorescu, comandamentului Apărării Antiaeriene a Țării era implicat prin generalul Gheorghe Popescu, iar Uzinele Reșița au trimis directorul general și conducătorul secției de armament. Lucrările începute în luna ianuarie 1936 au fost finalizate în august, când caietul de sarcini avea deja 200 de pagini.
Primele opt baterii au fost fabricate de către consorțiul Vickers-Armstrong în Marea Britanie. Oțelul era turnat și laminat la Sheffield, uzinarea țevilor și închizătoarelor era realizată la Newcastle-on-Tyne, iar muniția și predictorul (aparatul central de tragere al bateriei) erau fabricate la Dartford și, respectiv, Crayford. Asamblarea era realizată la uzinele din Barrow-in-Furness. În luna martie a anului 1939, toate bateriile și munițiile comandate în Anglia fuseseră fabricate și livrate. În plus, în țară începuse deja procesul de fabricație la uzinele Reșița pentru restul de 17 baterii și muniția necesară acestora. Cel mai important incident a apărut la începutul anului 1938, când predictorul Vickers a fost supus probelor. Acesta, deși calcula precis, era deja depășit. Posibilitățile de calcul ale predictorului erau prea reduse pentru a ține pasul cu viteza de deplasare din ce în ce mai mare a avioanelor. Ministerul Apărării nu a găsit însă un înlocuitor pentru acest aparat și a decis să accepte acest model. Toate predictoarele Vickers au fost realizate în Anglia.
Tunul antiaerian Vickers Model 1936 a necesitat fabricarea a 5200 de piese (organizate în 24 de ansambluri cu 1880 de repere), cu o greutate de 3450 de kilograme plus 620 de kilograme ale accesoriilor. În procesul de fabricație au fost realizate 36 de categorii de oțeluri și 32 de categorii de alămuri și bronzuri. Armata română s-a arătat interesată și de o piesă cu un calibru mai mare. Uzinele din Le Havre (Franța) au prezentat unei comisii române prototipul unui tun de calibrul 90 mm, derivat dintr-un tun naval. Cu toate acestea, tunul urma să intre în producție mult prea târziu, achiziția fiind abandonată. În 1941 au fost comandate alte 100 de tunuri, fără acordul uzinelor Vickers. La finalizarea acestui lot, uzinele Reșița și Astra Brașov au trecut la fabricarea tunului antitanc Reșița Model 1943.
Tunurile au intrat în dotarea Armatei Române la 1 august 1939. Metoda de tragere tahimetrică era asigurată de predictorul Vickers, iar cea geometrică de către aparatul central de conducere a focului "Bungescu Model 1938".

## Utilizatori

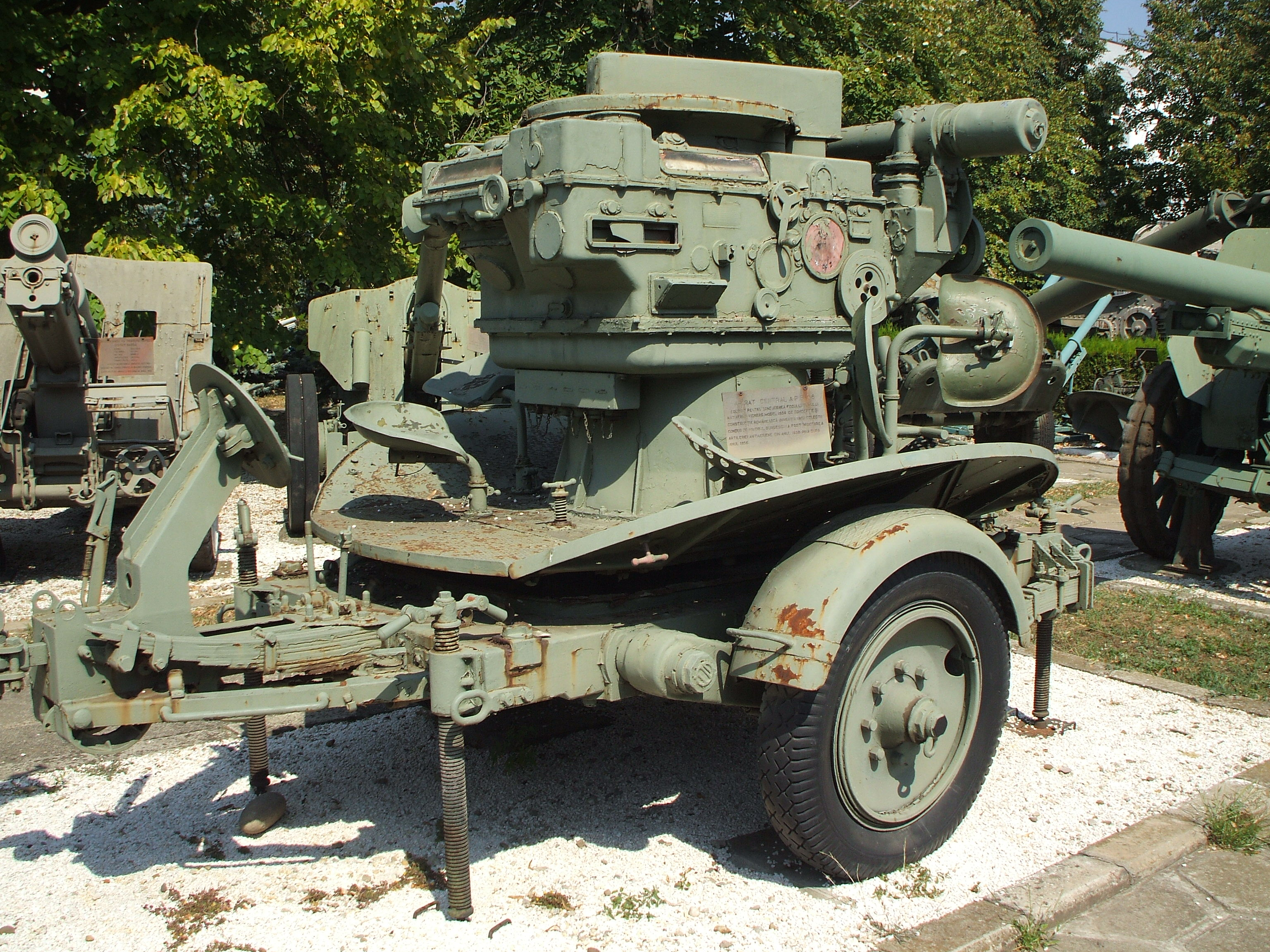
Aparatul de comandă a focului AA sistem Bungescu model 1938 expus la Muzeul Militar Național din București.

- Regatul Unit - serviciu limitat în cadrul Gărzii Naționale.
- România - fabricat sub licență (aproximativ 200 de exemplare)
- Danemarca - fabricat sub licență. 24 au fost în dotarea batalioanelor 13 și 14 care sprijineau diviziile Zeelanda și Iutlanda.[10]
- Țările de Jos - 48 de tunuri (16 baterii a câte trei tunuri) au fost livrate începând cu 1935. Alte 90 au fost fabricate sub licență.
- Belgia
- Finlanda - 12 exemplare livrate în 1936; tunurile aveau calibrul 76,2 mm.
- Lituania
- Turcia
- Germania Nazistă - exemplare capturate de la Danemarca, Olanda și Belgia.
- Uniunea Sovietică - exemplare capturate din Lituania.